# 翔 SHONENTAI
『翔 SHONENTAI』（しょう　しょうねんたい）は1986年9月1日にワーナー・パイオニアからリリースされた少年隊の1枚目となるオリジナル・アルバム。本作発売迄、既発シングルが3枚あったが全て本作には未収録。

## 収録曲
1. ZERO
作詞：麻生圭子、作曲：筒美京平、編曲：新川博
2. サクセス・ストリート
作詞：ちあき哲也　作曲：筒美京平　編曲：船山基紀
1985年メジャー・デビュー前のオリジナル曲。
当初はデビュー曲として予定されていたが、制作陣営の意向で「仮面舞踏会」に変更された[1]。
3. ルール -歯が痛い-
作詞：秋元康　作曲：筒美京平　編曲：中村哲
錦織一清ソロ
4. しょげるなBABY
作詞・作曲：Joey Carbone / Richie Zito
日本語詞：田口俊　編曲：馬飼野康二
5. いちばん小さなプラネタリウム
作詞・作曲：Joey Carbone / Richie Zito
日本語詞：戸沢暢美　編曲：馬飼野康二
6. 反則!
作詞：田口俊　作曲：筒美京平　編曲：船山基紀
7. SILENT LADY
作詞：秋元康　作曲：筒美京平　編曲：中村哲
植草克秀ソロ
8. 一千一秒物語
作詞：麻生圭子　作曲：筒美京平　編曲：船山基紀
9. HEARTS
作詞・作曲：Joey Carbone
日本語詞：戸沢暢美　編曲：馬飼野康二
東山紀之ソロ
10. 星屑のスパンコール
作詞：安藤芳彦　作曲：和泉常寛　編曲：戸塚修